# Tetiaroa
Teotiaroa é um atol formado por várias ilhotas de coral situada no arquipélago das Ilhas da Sociedade (perto de Taiti), na Polinésia Francesa.

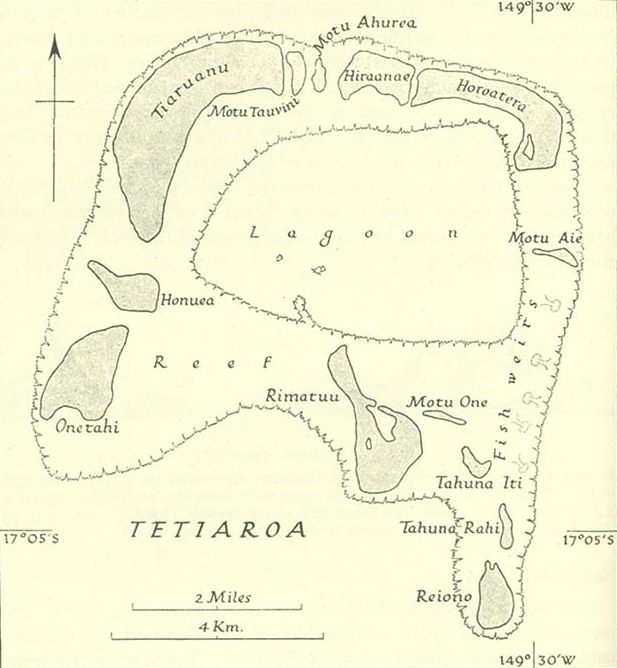
Tetiaroa

Ficou mundialmente conhecido ao ser adquirido em 1966 pelo ator Marlon Brando, que fixou residência  no atol na década de 1980. [carece de fontes?]